# Apagón eléctrico

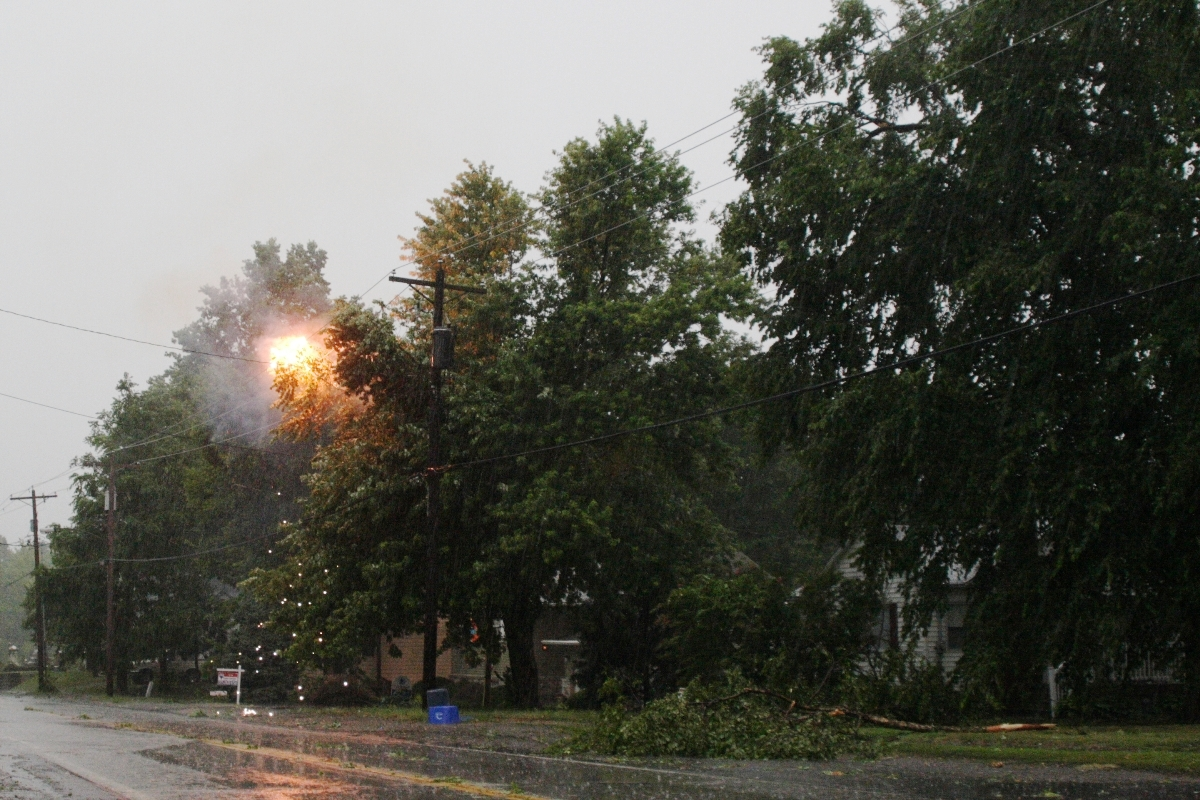
La caída de árboles puede crear un cortocircuito en las líneas eléctricas durante una tormenta, desencadenando un apagón en el área.

Gráfica de un apagón (voltaje y tiempo).

Gráfica de una falla transitoria.

Un apagón eléctrico o corte de luz es la pérdida del suministro de energía eléctrica en un área.
Las causas por la caída del suministro normalmente estarán en el fallo de alguno de los elementos que componen el sistema de suministro eléctrico, por ejemplo, un defecto de la subestación eléctrica, daños en una línea eléctrica (accidentales o intencionados, como en el caso de robos de cable, acciones de sabotaje por parte de grupos particulares), o en otra parte del sistema de transporte o el sistema de distribución, un cortocircuito, una sobrecarga, la deficiencia u obsolescencia del sistema de transporte o distribución eléctrica, falta de mantenimiento e incluso un error humano en la operación sobre elementos del sistema. También suele ocurrir en eventuales condiciones imprevisibles: rigores climáticos como tormentas (caída de árboles por los cables, daños en transformadores, o apagones por seguridad), olas de calor o frío (uso de aire acondicionadores o sistemas de calefacción a máxima potencia), terremotos o deslizamientos de terreno, tsunamis, entre otros.
Un apagón también puede estar producido por los excesos de consumo, que se ve agravado si la red eléctrica no se encuentra totalmente desarrollada. Es decir que, aunque se produzca la suficiente cantidad de energía para abastecer dicho consumo, si no existe una red capaz de transportar/ distribuir y hacer llegar al usuario final la energía, se producirá un apagón.

## Apagones en países subdesarrollados
Los apagones eléctricos son comunes en algunos países  de en subdesarrollo, especialmente en los de África, debido a que no cuentan con un eficiente sistema de generación/ transporte/ distribución eléctrica, principalmente por razones de costes y financieros. La mayoría de las plantas generadoras de electricidad funcionan con derivados del petróleo que deben ser comprados en sumas millonarias de divisas a países que exportan y refinan esta materia prima. Amén de ello deben ser transportados por vía marítima, lo que puede sufrir retrasos por tormentas u otras razones. También se atribuye a que por lo general, durante las olas de calor, se utilizan los aires acondicionados a máxima potencia, lo que produce unas sobrecargas en el deficiente sistema de distribución eléctrica en estos países.
Los países en subdesarrollo no tienen cómo compensar la balanza de pagos, ya que no cuentan con una fuente sólida generadora de ingresos de divisas, lo cual genera una costosa factura eléctrica a los usuarios finales que muchos no pueden sustentar, principalmente la clase baja de la población y los pequeños comerciantes. Esta situación produce constantes apagones eléctricos en diferentes área de la nación para cubrir el déficit de las cobranzas y racionar el servicio, pero esta medida motiva a más sectores de la población se sumen a no pagar un servicio ineficiente (constantes apagones) y de elevado precio.
Los gobiernos de dichas naciones han intentado mediar con el problema promoviendo la eficiencia de las cobranzas del servicio y búsqueda de generación de electricidad con energía renovable, pero la alza constante del precio del petróleo y la falta de una fuerte voluntad política sumergen a estos países en un problema casi interminable.

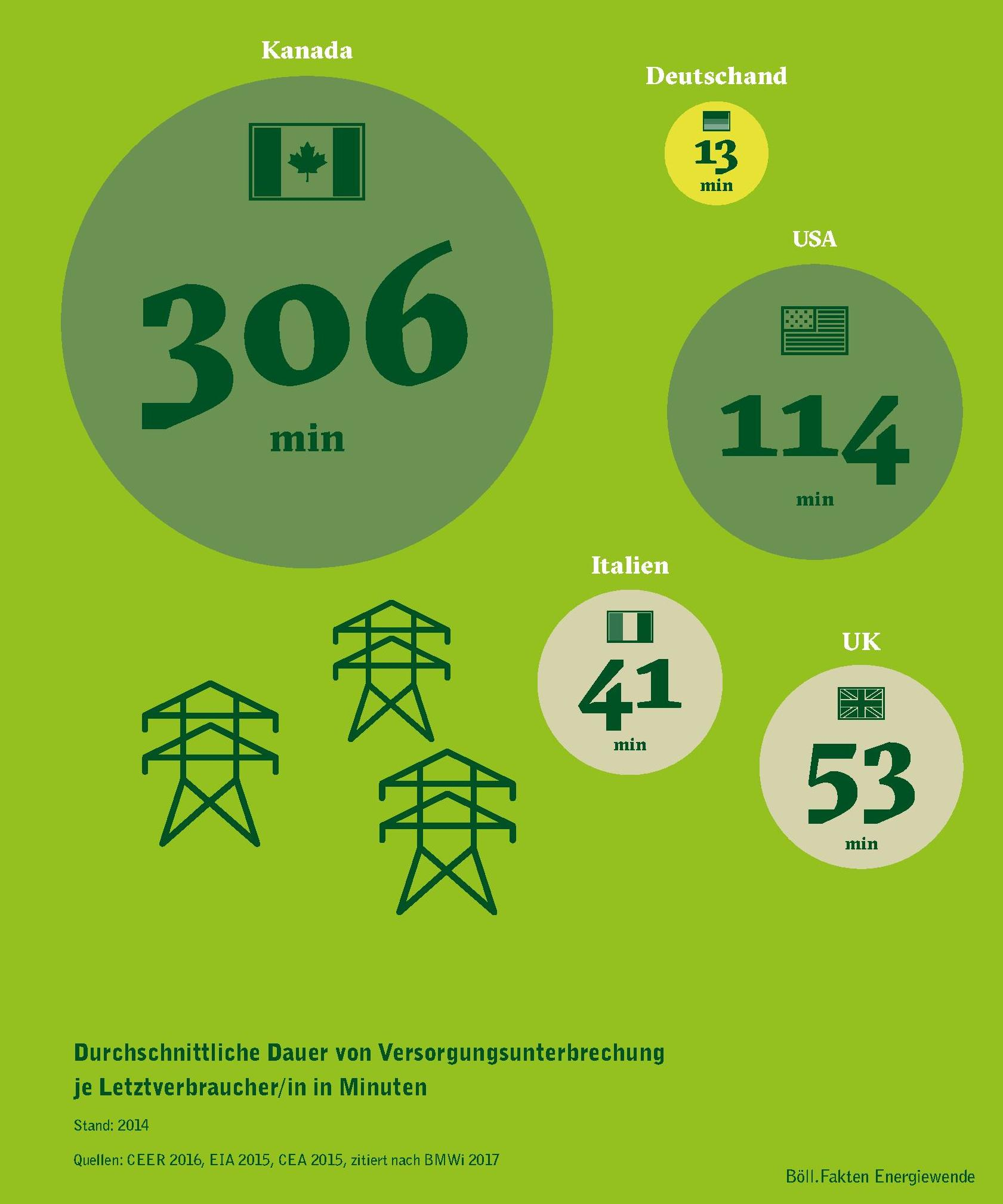
Comparación de la duración de las interrupciones eléctricas en países desarrollados (Canadá, EE. UU., Reino Unido, Italia y Alemania en valor SAIDI), año 2014.

## Apagones famosos

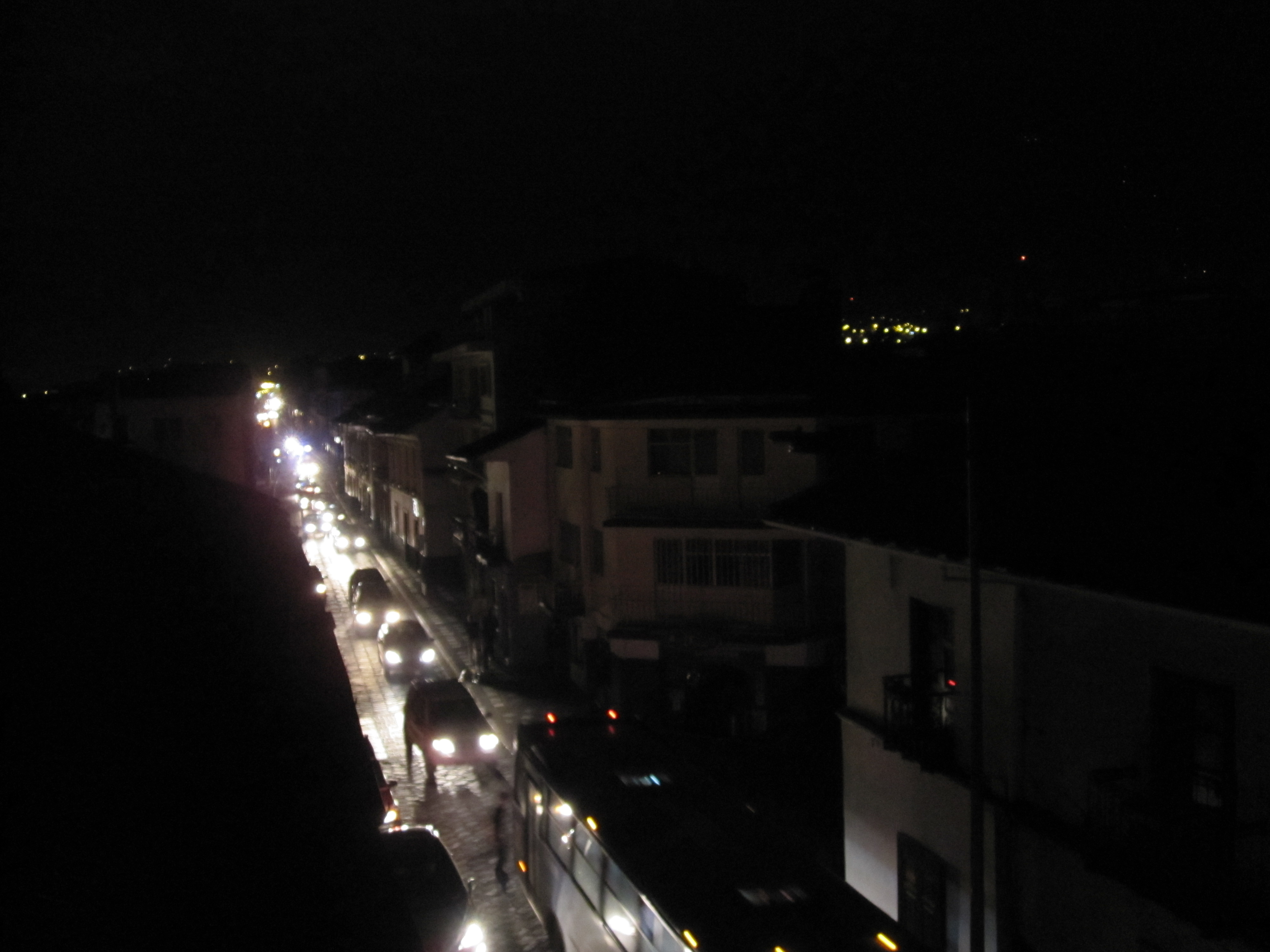
Solo las luces de los vehículos proveían de iluminación durante la crisis de energía eléctrica de Ecuador en 2009.

Los apagones eléctricos que han afectado a más habitantes han sido:

### India – 700 millones de personas afectadas (31 de julio de 2012)
El peor apagón eléctrico en la historia reciente se produjo en el norte de la India durante dos días consecutivos en julio de 2012. Concretamente, el primer apagón se produjo el 30 de julio en la red de suministro del norte, afectando a 300 millones de personas en nueve estados, entre ellos la región de la capital de la India, Nueva Delhi. Sin embargo ahí no quedó todo, un apagón de mayor magnitud se produjo nuevamente al día siguiente viéndose afectadas las redes del Norte, Oeste, Este y Noreste, afectando a un total de 700 millones de personas en 20 estados de la India.
Una sobredemanda de electricidad por ciertos estados y los débiles corredores de transmisión de energía entre regiones, fueron citados como las razones principales detrás del apagón. Los incidentes causaron que los trenes suspendieran sus servicios y los semáforos dejaran de funcionar, generando múltiples atascos de tráfico. Las operaciones quirúrgicas fueron canceladas y los trabajos de construcción y minería se interrumpieron en toda la región norte del país.

### India – 230 millones de personas afectadas (2 de enero de 2001)
India fue testigo de otro apagón eléctrico el 2 de enero de 2001, debido al colapso de la red del Norte, que afectó a unos 230 millones de indios que dependían de la segunda mayor red interconectada en el país.
El fallo de una subestación en el estado de Uttar Pradesh provocó el colapso, mientras que los deficientes y inadecuados equipos de transmisión también contribuyeron a la causa del apagón. Más de 80 trenes quedaron bloqueados en la región, suspendiéndose otras actividades comerciales y servicios. La red tomó de 16 a 20 horas para ser restaurada, causando una pérdida estimada de hasta 5000 millones de rupias.

### JavayBali, Indonesia – 120 millones de personas afectadas (18 de agosto de 2005)
Un importante corte de electricidad se produjo a través de las islas indonesias de Java y Bali en agosto de 2005 afectando a 120 millones de personas, es decir, a casi la mitad de la población del país. La ciudad capital, Yakarta, y su vecina provincia de Banten estaban completamente a oscuras, y partes de Java Occidental, Java Central y Java Oriental también sufrieron apagones.
La red eléctrica Java-Bali, la cual tenía una capacidad instalada de 19.615 MW, se colapsó debido a un fallo en una línea de transmisión de 500 kV entre Cilegon y Saguling en Java Occidental. Los servicios de transporte se interrumpieron y un número de vuelos nacionales e internacionales fueron retrasados o cancelados debido al apagón. La red del sistema fue, no obstante, totalmente restaurada en 24 horas.

### Sur y sureste de Brasil – 97 millones de personas afectadas (11 de marzo-22 de junio de 1999)
Aproximadamente 97 millones de personas se quedaron a oscuras en todo el sur y sureste de Brasil el marzo al junio de 1999, después de que un rayo alcanzara una subestación eléctrica en São Paulo. El incidente provocó una reacción en cadena que se tradujo en el cierre de Itaipú, una de las plantas hidroeléctricas más grandes del mundo.
El apagón eléctrico, que se prolongó durante cinco horas, paralizó São Paulo y Río de Janeiro, dos de las mayores ciudades de Brasil. Aproximadamente 60,000 personas se quedaron atrapadas en el metro subterráneo de Río. Para evitar saqueos y asaltos, 1,200 policías militares fueron desplegados en Río y los túneles de la ciudad de São Paulo fueron cerrados, el 22 de junio la electricidad fue restablecida totalmente.

### Brasil y Paraguay – 67 millones de personas afectadas (10-20 de noviembre de 2009)
Las principales áreas de Brasil y el conjunto de Paraguay se quedaron a oscuras de dos a cuatro horas el 10 de noviembre de 2009, cuando los fuertes vientos y las lluvias torrenciales causaron un cortocircuito en tres transformadores en una línea de transmisión de alto voltaje, que afectó a un total de 67 millones de personas.
Seis estados del centro y sur de Brasil, incluyendo las ciudades de Río de Janeiro y São Paulo, quedaron en plena oscuridad, lo que finalmente llevó a la paralización de la represa hidroeléctrica de Itaipú después de que las líneas de conexión a la planta cayeran. La presa, que está situada en la frontera Paraguay-Brasil, dejó de producir 18.000 MW de electricidad, afectando a ambos países. También se informó de una serie de accidentes de tráfico durante el apagón debido a la falta de alumbrado público.

### Italia – 57 millones de personas afectadas (28 de septiembre de 2003)
Italia experimentó un apagón el 28 de septiembre del 2003 después de que una línea de alta tensión que suministraba electricidad desde Suiza, fuese dañada por una serie de árboles caídos durante una tormenta. El incidente ocurrió alrededor de las 3:00 a. m. (hora local), afectando a casi la totalidad de los 57 millones de la población italiana. También generó la interrupción del servicio de 110 trenes que transportaban más de 30 000 pasajeros en Italia, mientras que los trenes retenidos en la frontera con Suiza estuvieron más de 4 horas parados.
La región suiza de Cantón experimentó tres horas de cortes de luz mientras que Roma fue la más afectada, ya que el apagón se produjo durante la ‘Noche en Blanco’, un festival de arte que se celebra en horario nocturno. Alrededor del 90% del suministro eléctrico fue restaurado después de ocho horas, aunque algunas regiones tardaron hasta 18 horas en recuperar la luz.

### Noreste de Estados Unidos y Canadá – 50 millones de personas afectadas (14-28 de agosto de 2003)

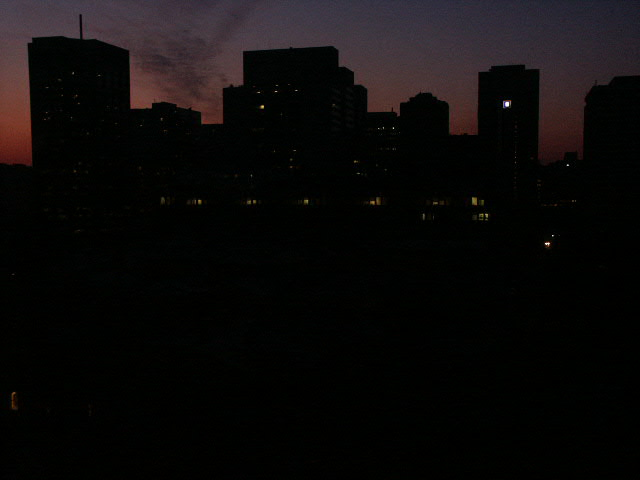
Ciudad de Toronto, en Canadá, en agosto de 2003, durante el apagón que afectó al sudeste de Canadá y al noreste de Estados Unidos.

Aproximadamente 50 millones de personas se vieron afectadas en todo el sudeste de Canadá y ocho estados del noreste de Estados Unidos, en un apagón que se produjo en agosto de 2003. El corte de luz duró 2 días y generó un coste de 6000 millones de dólares en daños y perjuicios, por lo que es en la actualidad el peor apagón eléctrico en la historia de Norteamérica.
El corte se produjo debido a la desconexión de una línea eléctrica de alta tensión en el norte de Ohio después de que entrarse en contacto con árboles que no habían sido podados. El defectuoso sistema de alarma de FirstEnergy Corporation no alertó a los operadores, lo que lleva a un efecto dominó que dio lugar al cierre de otras tres líneas. Tras el incidente, un grupo de trabajo conjunto fue creado entre los EE. UU. y Canadá para evitar futuros apagones causados por circunstancias similares, totalmente restauradas de 14 días.

### Noreste de Estados Unidos y norte de Canadá – 30 millones de personas afectadas (9 de noviembre de 1965)
Un apagón eléctrico que se produjo durante la hora punta en algunas partes de Canadá y varios estados del noreste de Estados Unidos el 9 de noviembre de 1965, se prolongó durante aproximadamente 13 horas afectando a más de 30 millones de personas en Nueva Jersey, Connecticut, Massachusetts, Rhode Island, New Hampshire, Vermont, Quebec y Ontario.
El corte de luz fue causado por un dispositivo de seguridad defectuoso o mal ajustado en la estación de Sir Adam Beck, en el lado de Ontario de las Cataratas del Niágara, que dio lugar a la desconexión de una línea de transmisión de 230 kV, produciendo un efecto dominó. El suceso dejó a cerca de 800.000 personas atrapadas en el metro de Nueva York. Para evitar los saqueos y el vandalismo, 5000 oficiales de policía fuera de servicio y 10 000 soldados de la Guardia Nacional fueron llamados al servicio. El apagón, que se produjo durante la luna llena, terminó afortunadamente sin incidentes.

### Nueva York, EE.UU. – 9 millones de personas afectadas (13-14 de julio de 1977)
Un rayo causó un apagón en la ciudad de Nueva York durante el 13 y 14 de julio de 1977. La planta nuclear Indian Point tuvo que ser desconectada, mientras que un segundo rayo generó que dos líneas de transmisión de 345 kV cerraran.
La posterior sobretensión, junto a un equipo de seguridad de funcionamiento defectuoso y diversos errores humanos, dejaron a nueve millones de residentes sin electricidad durante casi 24 horas. En esta ocasión, el apagón provocó el saqueo masivo en toda la ciudad, con aproximadamente 1600 tiendas dañadas y 1000 incendios provocados por vándalos. Este hecho condujo al mayor arresto masivo de la historia de la ciudad, alrededor de 3.776 personas en una sola noche.

### Quebec, Canadá – 6 millones de personas afectadas (13 de marzo de 1989)
Toda la provincia de Quebec, en Canadá, sufrió un apagón durante 12 horas el 13 de marzo de 1989. Una tormenta geomagnética solar fue responsable del colapso del sistema de transporte de energía eléctrica de Hydro-Québec, lo que llevó a un apagón que afectó a seis millones de personas.
La tormenta geomagnética provocó una variación en el campo magnético de la tierra, dañando la red eléctrica Hydro-Québec. El Metro de Montreal y el Aeropuerto de Dorval se vieron obligados a suspender temporalmente las operaciones, mientras que las escuelas, negocios y servicios comerciales fueron cerrados durante el apagón.

### Venezuela – 31,5 millones de personas afectadas (7 de marzo-31 de diciembre de 2019)
El jueves 7 de marzo se produjo un apagón de gran magnitud, que en principio afectó a 15 de los 23 estados del país y luego se conoció que fue a 22 de los 23 estados, incluyendo al Distrito Capital por alrededor de 15 horas debido a una falla originada en la Central Hidroeléctrica Simón Bolívar. Durante el 8 de marzo la situación eléctrica se mantuvo intermitente, algunos estados como Zulia, Barinas, Carabobo, Lara y Mérida se mantuvieron sin electricidad alguna.
Amaneciendo el día 9 de marzo, se vino el segundo apagón en tan solo 2 días. Este último fue en los 23 estados, incluyendo al Distrito Capital, por alrededor de 14 horas. Hasta ahora el problema eléctrico sigue intermitente, en estados como el Zulia, sus 4 millones de habitantes se han mantenido sin luz por alrededor de 120 horas, esto ha provocado manifestaciones junto con actos vandálicos (saqueos), Siendo el mayor apagón eléctrico ocurrido en la historia de Venezuela, el 31 de diciembre ya regresó la electricidad fue restablecido totalmente. Aun así, a raíz de ello se han implementado cortes programados cada cierto tiempo (racionamientos o "planes de administración de carga").

### Argentina / Uruguay / Paraguay – 50 millones de personas afectadas (16 de junio de 2019)
El domingo 16 de junio de 2019 se produjo un corte de electricidad que por primera vez afectó a toda la Argentina (menos Tierra del Fuego), Uruguay y algunas zonas en Paraguay, desde las 7:08 de la mañana. Entre las causas del incidente aparecen una sobrecarga de energía en las líneas de transmisión que conectan la red con las centrales hidroeléctricas Yacyretá y Salto Grande, las que proveen de mayor energía al país, y una falla técnica en los protectores, que deberían haber encapsulado el corte a la zona del Litoral. La principal hipótesis de los analistas del sector es que las tormentas del litoral quitaron del sistema las líneas provenientes de Yacyretá y Salto Grande. "Eso saca de sincronismo a las centrales eléctricas de todo el país, que tienen protección automática cuando se altera la frecuencia de 50 Hz. Al estar conectado Uruguay a Salto Grande, también ese país se vio afectado", explicaban.[cita requerida]

#### Cuba - 10 millones de personas afectadas (18 de octubre de 2024-21 de octubre de 2024)[1]
Cuba enfrentó desde el 18 al 21 de octubre de 2024 un gran apagón que dejó a prácticamente toda su población -unos 10 millones de personas- sin electricidad y, como consecuencia, muchos otros problemas derivados de la de energía.
La principal planta energética había fallado y toda la isla se quedó sin electricidad. El suministro se restableció parcialmente el 19 de octubre, antes de volver a colapsar.
Sin electricidad tampoco funcionaban las hornillas eléctricas, así que algunas familias estuvieron cocinando con leña. Se añade a la incomodidad de estar a oscuras el que en buena parte de las casas el suministro de agua dependía de bombas eléctricas, así que tampoco había cómo limpiar los utensilios o asearse.
Fue una situación crítica, con escuelas y negocios cerrados y temores por el funcionamiento continuo de los hospitales.
Este apagón está considerado como el peor que ha sufrido Cuba desde que el huracán Ian azotó la isla como tormenta de categoría 3 en 2022 y dañó instalaciones eléctricas que el gobierno tardó días en reparar.
El apagón total se produjo después de que la central eléctrica Antonio Guiteras, en Matanzas -la más grande de la isla-, quedara fuera de servicio alrededor de las 11:00 hora local.
La falla en la planta hizo que todo el sistema de la isla colapsara.

### España y Portugal – 50 millones de personas afectadas (28-30 de abril de 2025)
El apagón eléctrico de España y Portugal de 2025 ocurrió el 28 de abril de 2025, afectando a toda la Península Ibérica, partes del sur de Francia y brevemente a Andorra. El corte de suministro comenzó alrededor de las 12:30 del mediodía, dejando sin electricidad a más de 50 millones de personas en ciudades como Madrid, Barcelona, Valencia, Sevilla y Lisboa.
Las causas del apagón aún están bajo investigación, pero se barajan varias hipótesis:
- Fallo en la red eléctrica ibérica, que provocó una desconexión del sistema europeo.[3]
- Posible ciberataque, aunque no ha sido confirmado por las autoridades.[4]

El apagón generó caos en el transporte, afectando trenes, semáforos, redes de telefonía móvil y servicios esenciales como hospitales. La recuperación del suministro comenzó en algunas zonas a partir de las 19:00 horas, aunque en otras tardó más tiempo, alargándose hasta la madrugada del 29 de abril.

## Tabla por número de afectados
| Artículo                                        | Afectados (millones) | Ubicación                                                                   | Duración              | Referencias |
| ----------------------------------------------- | -------------------- | --------------------------------------------------------------------------- | --------------------- | ----------- |
| Apagón de Java y Bali de 2005                   | 100                  | Indonesia                                                                   | 18-08-2005            | [ 5 ]       |
| Apagón de Brasil y Paraguay de 1999             | 76                   | Brasil y Paraguay                                                           | 11-03-1999/22-06-1999 | [ 6 ]       |
| Apagón de Brasil y Paraguay de 2009             | 60                   | Brasil y Paraguay                                                           | 10-11-2009/20-11-2009 | [ 6 ]       |
| Apagón en Italia de 2003                        | 55                   | Italia                                                                      | 28-09-2003            | [ 7 ]       |
| Apagón de Norteamérica de 2003                  | 55                   | Noreste de Norteamérica (Canadá, Estados Unidos)                            | 14-08-2003/28-08-2003 | [ 8 ]       |
| Apagón de Argentina, Paraguay y Uruguay de 2019 | 50                   | Argentina (excepto Tierra del Fuego), Uruguay y 2 departamentos de Paraguay | 16-06-2019            | [ 9 ]       |
| Apagón de España y Portugal de 2025             | 50                   | España y Portugal peninsulares y zonas del sur de Francia.                  | 28-04-2025/08-05-2025 | [ 10 ]      |
| Apagón de Norteamérica de 1965                  | 40                   | Noreste de Norteamérica                                                     | 09-11-1965            | [ 11 ]      |
| Apagón de Venezuela de 2019                     | 31.5                 | Venezuela                                                                   | 07-03-2019/31-12-2019 |             |